# Équipe de nuit (comics)
Pour les articles homonymes, voir Équipe de nuit.
L'Équipe de nuit (Night Shift) est un groupe fictif appartenant à l'univers de Marvel Comics. Il est apparu pour la première fois dans Captain America #329, en mai 1987.
L'équipe a connu plusieurs visages : celui d'une équipe de vilains ou un groupe de justiciers nocturnes.

## Composition
- le Suaire (leader du groupe)
- Danse Macabre
- les Frères Grimm
- Digger
- Misfit (en)
- l'Aiguille
- Tatterdemalion
- Tick Tock

À travers son histoire, l'équipe a aussi compté les membres suivants : 
- Phalène
- le Bourreau